# دائرة شؤون اللاجئين
دائرة شؤون اللاجئين هي إحدى دوائر منظمة التحرير الفلسطينية، أنشئت بناءً على قرار رقم 66 واستنادًا إلى المادة 18 البند (و) من النظام الأساسي لمنظمة التحرير الفلسطينية الملحق بالميثاق الوطني الفلسطيني، والبرنامج السياسي المقرين من المجلس الوطني الفلسطيني في دورته الثامنة عشرة المنعقدة في الجزائر عام 1987. ووفقًا لقرار المجلس الوطني الفلسطيني في عام 1996 المنعقد في غزة فقد تقرر إعادة بناء وتفعيل دائرة شؤون اللاجئين بإعتبارها الإطار الفلسطيني الرسمي المتخصص بشؤون اللاجئين وقضيتهم. يتولى رئاستها حالياً الدكتور أحمد أبو هولي عضو اللجنة التنفيذية لمنظمة التحرير.

## الرؤية والرسالة
تتمثل رسالتها في النهوض بقضية اللاجئين الفلسطينيين، والعمل على تحقيق حقوقهم المشروعة لا سيما حقهم في العودة إلى ديارهم التي هجروا منها، واستعادة ممتلكاتهم والتعويض عن الأضرار التي لحقت بها. وتسعى لتحسين ظروفهم اقتصاديًا واجتماعيًا وفقًا لمبادئ القانون الدولي وقرارات الشرعية الدولية خاصة قرار الأمم المتحدة رقم 194، وذلك في إطار عملية السلام وحل الدولتين.

## الإطار القانوني
تتسم دائرة شؤون اللاجئين بأبعاد محلية وإقليمية ودولية تحتاج لتمكينها من القيام بمسؤولياتها والإلتزام بالقوانين واللوائح مع السعي لتطويرها بما يتناسب مع دورها والتطورات الطارئة عليها، مما يتطلب وضع أطر قانونية وإدارية تؤهلها للنهوض بمهامها، القانون الأساسي وقرارات مجلس الوزراء والمجالس الوطنية الفلسطينية واللجنة التنفيذية لمنظمة التحرير، وقانون الخدمة المدنية واللوائح التطبيقية، القانون المالي للمؤسسات الحكومية وتعليمات وزارة المالية، القرارات والتوجيهات التنظيمية داخل الدائرة والقرارات والإتفاقيات الدولية المتعلقة باللاجئين وأحكام القانون الدولي ذات الصلة، اتفاقيات التعاون الثنائية وبرامجها التنفيذية، واللائحة الأساسية للجان الشعبية للخدمات في المخيمات.

## أهداف الدائرة
أولا: حماية حقوق اللاجئين الفلسطينيين، ووضع الخطط والسياسات العامة لحمايتهم، وتعزيز الموقف الوطني والدولي تجاه قضيتهم، ورفض الاعتراف بإسرائيل كدولة يهودية، وتفعيل التعاون مع المنظمات الدولية والعربية، وتطوير أدوات الاتصال باللاجئين وكسب الرأي العام الدولي لمناصرة حقوقهم.
ثانيا: رعاية مصالح اللاجئين ومتابعة أوضاعهم المعيشية، وتشمل رعاية مصالح اللاجئين في الوطن والشتات، وخاصة سكان المخيمات في المجالات الاقتصادية والاجتماعية، وتوفير الخدمات الأساسية والدفاع عن حقوقهم المدنية والقانونية، من خلال التعاون مع وكالة الغوث الدولية (الأونروا)، وتفعيل العلاقة مع الوزارات الفلسطينية والدول المضيفة والجهات المانحة، والعمل على إنجاز الدراسات والأبحاث لمعالجة مشكلاتهم وتحسين أوضاعهم.

## التحديات
تواجه دائرة شؤون اللاجئين الفلسطينيين العديد من التحديات، من أبرزها تأجيل التفاوض حول قضية اللاجئين إلى قضايا الحل النهائي، حيث تتهرب حكومة الاحتلال من البحث فيها، وتطرح مشاريع تهدف لتصفية قضيتهم وتوطينهم، وتتجاهل حقوقهم برفض عودتهم واسترداد ممتلكاتهم وتعويضهم، ولا تقر بمسؤوليتها عن مأساتهم المستمرة، كما تتجاهل مبادئ القانون الدولي وقرارات الأمم المتحدة خاصة قرار 194. كما تركز إسرائيل على المخيمات الفلسطينية أمنياً من خلال استهدافها واعتقال أبنائها ومهاجمتها، وتضع العراقيل أمام التحرك الفلسطيني وتنفيذ المشاريع في مخيمات مثل شعفاط وقلنديا والجلزون. يضاف إلى ذلك الانحياز الدولي ضد عدالة قضية اللاجئين وضعف وتفكك الدول العربية التي من المفترض أن تدعم قضايا الشعب الفلسطيني، وعدم تمتع اللاجئين بالحماية القانونية الدولية مما يعرضهم للاعتداءات، وحرمانهم من الحقوق المدنية في بعض مواطن اللجوء وعدم تطبيق الحكومات للقوانين الدولية. كما تعاني الدائرة من عدم وجود علاقات ثابتة مع اللاجئين في الدول المضيفة، وتشتت وتوزع اللاجئين وتردي أوضاعهم المعيشية، وتباين النظم القانونية والسياسية في مواطن اللجوء، والتداخل في الصلاحيات والمهام مع وزارات السلطة الفلسطينية ودوائر أخرى.

## النشاطات
تقوم دائرة شؤون اللاجئين بتنظيم العديد من الأنشطة والبرامج لدعم اللاجئين الفلسطينيين ومنها:
1. توفير الدعم للطلاب اللاجئين، سواء في المراحل الدراسية المختلفة أو في التعليم العالي، من خلال تقديم المنح الدراسية والمساعدات التعليمية.
2. تقديم المساعدات الطبية والصحية للاجئين في مختلف أماكن تواجدهم، وتوفير الرعاية الصحية الأساسية.
3. توزيع المساعدات الإغاثية للأسر اللاجئة، خاصة في حالات الطوارئ والأزمات.
4. تنظيم حملات توعية ودفاع عن حقوق اللاجئين في المحافل الدولية، والعمل على إبراز قضيتهم في وسائل الإعلام.
5. التعاون مع المنظمات الدولية والمؤسسات الإنسانية لتأمين الدعم والمساندة لقضية اللاجئين الفلسطينيين.

## علاقات الدائرة
يرتبط عمل دائرة شؤون اللاجئين بالعديد من المؤسسات واللجان ومنها:
- علاقتها مع مؤسسات السلطة الوطنية الفلسطينية، حيث تم نقل جميع القضايا المتعلقة باللاجئين من الوزارات الفلسطينية إلى دائرة شؤون اللاجئين لضمان تقديم خدمات مميزة ودقيقة للاجئين دون تداخل في المهام.

- علاقتها مع وكالة الغوث الدولية (الأونروا)، حيث تعمل الدائرة بشكل تكاملي مع الأونروا لدعم اللاجئين وتغطية العجز في الميزانية عبر زيادة المنح والتبرعات وتنسيق الخدمات المختلفة.[12]

- علاقتها مع اللجان الشعبية للخدمات في المخيمات، حيث تُشرف الدائرة على لجان الخدمات الشعبية في المخيمات لضمان تحسين مستوى الخدمات وتلبية احتياجات اللاجئين من خلال الدعم التعبوي والمادي.[13]

- علاقتها مع جامعة الدول العربية لتنسيق الجهود عبر مؤتمر المشرفين العرب لتعزيز الموقف العربي الموحد تجاه قضية اللاجئين ودعم حقوقهم المالية والسياسية.

- علاقة الدائرة مع الدول المضيفة للاجئين لتطوير وتعزيز علاقات التنسيق مع الدول العربية المضيفة لتحسين أوضاع اللاجئين ودعم حقوقهم عبر الجهود السياسية والميدانية والمشاريع الإنمائية.[14]